# James Dundas Harford
Sir James Dundas Harford KBE CMG (* 7. Januar 1899; † 26. November 1993) war ein britischer Diplomat, der für seinen Dienst als Gouverneur von Saint Helena von 1954 bis 1958 bekannt ist.

## Leben
Als direkter Nachkomme von John Scandrett Harford auf Blaise Castle erhielt er seine Ausbildung in Repton School und Balliol College, Oxford. Vor seiner Studienzeit nahm er als Second lieutenant im 2nd Battalion Essex Regiment am Ersten Weltkrieg teil und wurde von 1917 bis 1918 in Frankreich eingesetzt. Nach dem Studium übernahm er zunächst eine Stellung als Schoolmaster am Eton College (1922–1926), bevor er dem Colonial Administration Service beitrat und zunächst auf einen Posten in Nigeria (1926–1934) entsandt wurde.
Dann übernahm er nacheinander die folgenden Ämter:
- Administrator of the Government von Antigua und Federal Secretary der Leeward Islands (1936–1940);
- Administrator von St. Kitts und Nevis (1940–1946);
- Acting Governor der Leeward Islands (in verschiedenen Zeitabschnitten zwischen 1937 und 1946);
- Dienst im Colonial Office (1946–1947);
- Colonial Secretary von Mauritius (1948–1953);
- Acting Governor von Mauritius (1948–1950);
- Governor and Commander-in-Chief of Saint Helena (1954–1958);

## Ehrungen
Er erhielt den Order of St Michael and St George (Companion of the Order of St Michael and St George) 1943 und 1956 den Order of the British Empire (Knight Commander of the Order of the British Empire).
Die Harford Middle School in St. Helena ist nach ihm benannt.

## Familie
Harford war zweimal verheiratet:
1. 14. März 1932, Countess Thelma Alberta Louisa Evelyne Metaxà († 22. Oktober 1934), Schwester des 9. Count Metaxà, und einzige Tochter von Count Andrea Francis Albert Cochrane Metaxà RNR; mit ihr hatte er einen Sohn.
2. 20. Februar 1937, Lilias Madeline († 9. Dezember 2006), älteste Tochter von Major Archibald Campbell AEC; mit ihr hatte er zwei Töchter.